# Pickoff
Pickoff – zagranie w baseballu, w którym wyeliminowany zostaje biegacz probujący powrócić do ostatnio zajmowanej bazy po tym, jak opuścił ją w celu zmniejszenia sobie dystansu do kolejnej.

## Charakterystyka zagrania
Gdy piłka jest w grze, a miotacz zaaferowany jest kolejnym narzutem, często zdarza się, że zajmujący bazę biegacz opuszcza ją i powoli „skrada się” w kierunku kolejnej, próbując skrócić sobie dystans do przebiegnięcia (tzw. lead off), licząc przy tym na to, że miotacz nie zauważy jego zamiarów lub je zignoruje. Gdy miotacz (w rzadszych przypadkach łapacz) dostrzeże oddalonego od bazy biegacza, może spróbować go wyeliminować, rzucając piłkę do gracza strzegącego tej bazy. Jeśli dokona tego dostatecznie szybko, a biegacz nie zdąży powrócić do bazy i zostanie wyeliminowany poprzez tag out, czyli dotknięcie piłką trzymaną w ręce przez gracza obrony, mamy do czynienia z pickoffem.